# Битуриги
Битуригите (на латински: Bituriges) са келтско племе, населявало централна Галия, със столица Аварикум (дн. град Бурж). В началото на 1 век пр.н.е., те са едно от важните племена в района, главно заради друидите си и тяхното политическо влияние. Скоро обаче при битуригите настъпва упадък, тъй като друидите се оказват важна цел за Юлий Цезар, по време на войните му в Галия. Нещо повече, фактът, че Аварикум е единственият галски град, за който Верцингеторикс не използва стратегията си на „опустошената земя“ и който не е опожарен пред настъпващите легиони на Цезар, е доказателство за политическото влияние на битуригите. Впоследствие, градът е разрушен от римляните.
Аргентомагус (близо до днешния град Аржантон сюр Крьоз) е друго известно селище на битуригите. Изглежда това е едно от няколкото племена, които се разделят - една част, битуригите куби, живеят край Бурж и в съвременния регион Бери във Франция, а друга - битуригите вивиски, край Бурдигала (дн. град Бордо).
Античният девиз на град Бурж е латинската фраза SUMMA IMPERII PENES BITURIGES, което означава „Цялата сила в ръцете на битуригите“ и идва от израза Celtarum quae pars Galliae tertia est penes Bituriges summa imperii fuit от произведението на Тит Ливий „От основаването на града“.